# Apate
Apate (altgriechisch Ἀπάτη Apátē) ist ein Daimon der griechischen Mythologie. Sie ist die Personifikation der Täuschung und des Betrugs. Ihre Entsprechung in der römischen Mythologie ist Fraus.
In Hesiods Theogonie wird sie vaterlos von Nyx geboren, bei Cicero entstammt sie der Nyx und dem Erebos. In der Dionysiaka des Nonnos wird Apate von Hera aufgesucht, da sie wegen der Treffen ihres Gatten Zeus mit Semele auf Rache sinnt. Apate gibt ihr daraufhin einen Gürtel, der es dem Träger ermöglicht, den Willen seines Gegenübers zu beeinflussen. Hera bringt durch den Zauber des Gürtels Semele dazu, das wahre Antlitz des Zeus sehen zu wollen. Zeus erfüllt Semele diesen Wunsch, woraufhin sie durch seinen Glanz getötet wird.
Die bekannteste bildliche Darstellung findet sich auf der Perservase. Die Darstellung zeigt, wie sie Asia von einem Altar einer Schutzgottheit fernzuhalten versucht.